# Bethlen Gábor tér
A Bethlen Gábor tér Budapest VII. kerületében, az Erzsébetvárosban található, az István utca és a Bethlen Gábor utca metszéspontjában elterülő, rombusz alakú tér.

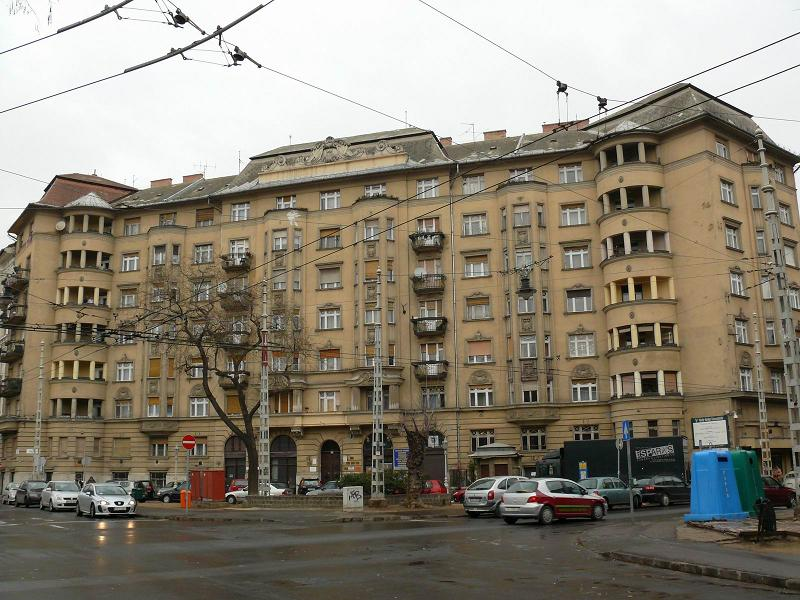
A Bethlen Gábor tér a Reiner-féle házzal

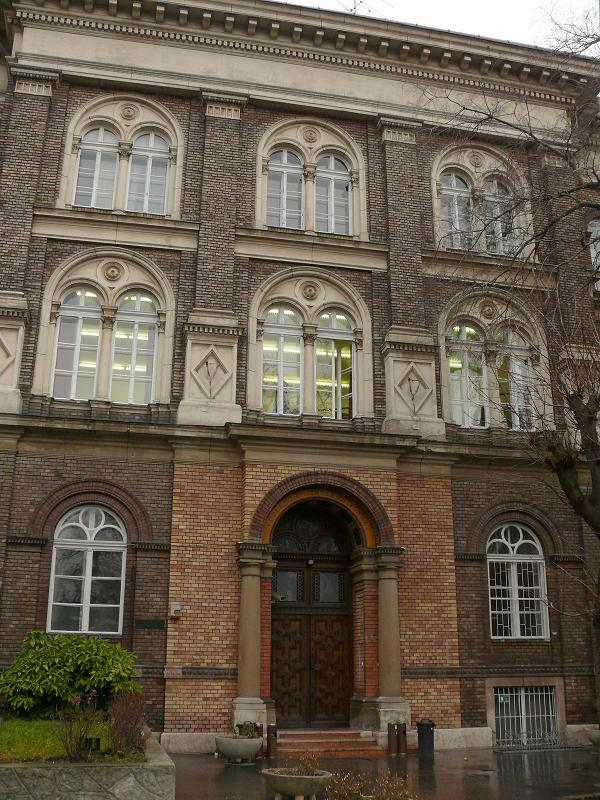
Az egykori siketnéma-intézet homlokzata

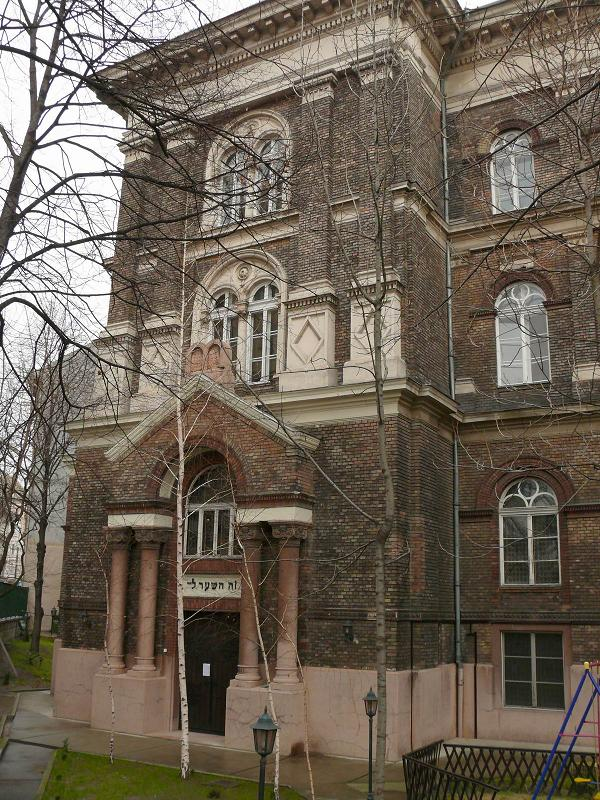
A Bethlen téri zsinagóga

## Története
A 19. század közepén még dűlőút haladt át a helyén, majd az 1880-as években a Városliget felé kiépülő Erzsébetvárosban 1889-ben alakították ki a teret. Neve ekkortól Bethlen tér, 1931-től Bethlen Gábor (1580–1629) erdélyi fejedelem után Bethlen Gábor tér. A tér mai arculata csak az 1920-as évek végén alakult ki, ekkor épült fel a zsidó hitközség siketnéma-intézete és a bérház. A teret délnyugat felől a Szent István Egyetem Állatorvos-tudományi Karának, illetve a Péterfy utcai kórháznak a hátsó homlokzata határolja.

## Jeles épületek

### Bethlen Gábor tér 2.
A volt Izraelita Siketnémák Budapesti Országos Intézete|Izraelita Siketnémák Budapesti Országos Intézetének épülete.

### Bethlen Gábor tér 3.
Lakóház (Reiner Dezső, eklektikus, 1929). A kétudvaros épület hét emeletével és mintegy száz lakásával a főváros legnagyobb háború előtt épült bérháza, amely például a Gellért-hegyről nézve is jól láthatóan kiemelkedik a környezetéből. Az épület tetején a második világháború alatt néhány férőhelyes betonbunkert építettek, ahonnan az egész környező várost tűz alatt tudták tartani. A bunker ma is megvan. Az épület István utca felé néző sarkán működött 1929–1937 között a Bethlen Téri Színház, helyét a Hollywood Filmszínház, majd a Bethlen mozi, 1988-tól a Rock Színház, 1997-től a Közép-Európa Táncszínház vette át. 2012 óta újra Bethlen Téri Színház néven nyitotta szélesre kapuit a nagyközönség előtt.